# Edward Stevens
Edward Stevens   (Saint Louis, 15 de setembre de 1932 - Tucson, 9 de juny de 2013) fou un remer estatunidenc que va competir durant la dècada de 1950.
El 1952 va prendre part en els Jocs Olímpics d'Estiu de Hèlsinki, on guanyà la medalla d'or en la prova del vuit amb timoner del programa de rem.
Després de la seva victòria olímpica es va graduar a l'Acadèmia Naval dels Estats Units.